# Podlouňovický mlýn
Podlouňovický mlýn (Jeřábkův, Podblanický, Podlouňovský) v Louňovicích pod Blaníkem v okrese Benešov je zaniklý vodní mlýn, který stál na řece Blanici. V letech 1965–1982 byl zapsán jako nemovitá kulturní památka.

## Historie
Bývalý panský mlýn byl postaven v 16. století.
Původně dřevěný mlýn stál u mostu přes Blanici pod hrází rybníka. Často byl poničen povodněmi a roku 1834 vyhořel. O šest let později byl na jeho místě postaven nový, zděný patrový mlýn, který vrchnost pronajímala a později prodala soukromým mlynářům.
Jediný syn posledního mlynáře Jeřábka zahynul v první světové válce. Jedna z dcer si poté vzala Václava Mikšovského, mlynáře z Nučic u Českých Budějovic. Ten po roce 1925 mlýn zmodernizoval a nahradil vodní kola turbínou. Mlýn byl v provozu i v průběhu druhé světové války, zastavil se v roce 1948 a poté byl znárodněn. V roce 1977 se mlynářka Mikšovská z mlýna odstěhovala a mlýn zůstal 6 let opuštěný.
10. listopadu 1982 na žádost Ladislava Šturma a Zdeňka Löbla ze dne 28. listopadu 1980 ministerstvo kultur ČSR z mlýna sejmulo památkovou ochranu s odůvodněním, že objekt byl delší dobu neudržován a neobydlen, a proto došlo ke zřícení dřevěných konstrukcí budov a postupně i k celkové destrukci zdí s výjimkou přízemí budov. Mechanické zařízení mlýnice a pily je podle odůvodnění v dřevěných prvcích tak narušeno, že není reálná jeho oprava nebo přenesení. Postup demolice a výstavba nové stavby na místě původní měly být podle rozhodnutí projednány s památkovým orgánem.
V roce 1983 se o mlýn zajímali dva invalidní důchodci z Prahy, Zdeněk Löbl a Ladislav Šturm, kteří národnímu výboru předložili žádost s projektem na uvedení mlýna do původního stavu, s rozpočtem 300 tisíc Kčs, tedy nedstatečným. Téhoř roku mlýn s kanadskou pilou a příslušenstvím od paní Růženy Mikšovské za nízkou cenu koupili. Do mlýna se nastěhovali, na místo přivezli bagr a dvě vyřazená nákladní auta, avšak stavební technika i budovy chátraly, aniž by byla zahájena rekonstrukční činnost. V roce 1987 majitelé získali povolení k vybudování elektrárny a půjčku na zakoupení turbín, ty měli uloženy v garáži MNV v pivovarském sklepě, avšak ani tento plán se jim nepodařilo uskutečnit. Pod tíhou sněhu se jim propadla střecha mlýna, postupně pak odstranili trámy, okna i dveře a vytrhali podlahy, poté se jim propadly stropy, takže se přestěhlovali do budovy kanadské pily. Tuto budovu však brzy stihl podobný osud. Na dosud veřejnou přístupovou cestu ke mlýnu byla umístěna závora a hlídací vlčák, ke krajnici silnice byla navezena zemina, na níž vyrostlé kopřivy zabránily výhledu na mlýn. O víkendech se do areálu mlýna sjížděla místním neznámá společnost, která zde na dvoře do noci slavila a místní si na ni a na stav mlýna opakovaně stěžovali. Když již byly všechny původní budovy neobyvatelné, přivezli si majitelé na pozemek u Blanice tři montované dřevěné „tesko“ baráky. Zdeněk Löbl zde měl trvalý pobyt a v letech 1983–1990 byl správcem rozhledny na Blaníku. V dubnu 1990 nový starosta Jaroslav Veselý z bezpečnostních důvodů nařídil majitelům, aby urovnali zbořeniště. V roce 2003 bylo na místě mlýna zpustlé zarostlé místo s nepořádkem, rozlitým olejem, zbytky vozidel, skla, pneumatik, ohořelých dřev z ohniště, zbytky vařičů a nádobí, rozpadlých tesko baráků aj., v blízkosti vznikala černá skládka.

## Kulturní význam
Mlýn tvořil bránu na cestě z Louňovic k Velkému Blaníku.
Byl úzce spojen s bájemi a pověstmi o Blaníku. Zmiňuje jej Josef Kajetán Tyl v Jiříkově vidění, Václav Kliment Klicpera v Blanických rytířích, Jarmila Svatá v knize Blaník hora tajemná uvedla pověst „O Kateřině strojilce“, jejíž hlavní postavou je služka z tohoto mlýna.
Zdejší mlynář Hynek Jeřábek, pozdější starosta Louňovic, jel 12. května 1868 v národním kroji v čele slavnostního průvodu, který vezl blanický základní kámen na stavbu Národního divadla v Praze. Na paměť této události vysadil k silnici u mlýna alej lip, která byla v letech 1993–1996 vyhlášena za památnou (9 lip malolistých a 1 jilm horský).

## Popis
Mlýnice a dům byly pod jednou střechou, ale dispozičně oddělené; budovy byly zděné, jednopatrové.
Voda byla přiváděna na vodní kolo ze slepého ramene Blanice. Od roku 1840 byla součástí mlýna také Kanadská pila, ke které Václav Mikšovský přivedl elektrický pohon. Pila byla vedena jako chráněná památka; její stavba byla celá dřevěná i spojení bylo bez jediného kovového hřebíku. Původně měl mlýn čtyři kola na svrchní vodu.

## Okolí mlýna
Podél cesty ke mlýnu roste památná alej s devíti lípami malolistými a rostl zde i památný jilm habrolistý.